# Saturnia (Italia)
Saturnia es una localidad balnearia en la Toscana en el centro-norte de Italia que ha estado habitada desde la antigüedad. Es una frazione del comune de Manciano, en la provincia de Grosseto. Es famosa por las Termas de Saturnia, que le dan su nombre. Tiene una población de 280 habitantes.

## Geografía
Se encuentra a unos 14 km de Manciano, 56 km de Grosseto, 37 km al noreste de Orbetello y la costa y a 115 km de Roma. Cerca del pueblo, brota una cascada de agua sulfurosa con un caudal de 800 l/s  a 37 °C que llega a unas piscinas naturales formadas por la deposición de roca calcárea por la evaporación del agua.

## Historia

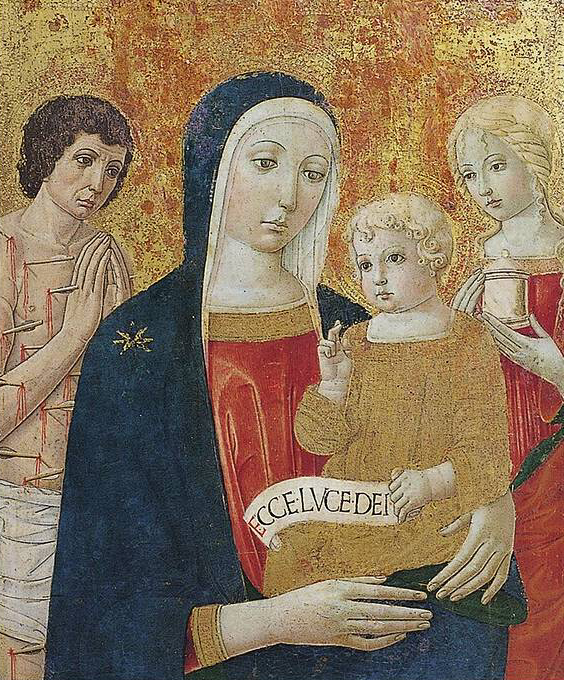
Fresco atribuido a Benvenuto di Giovanni en la Iglesia de Santa María Magdalena, Saturnia.

Saturnia toma su nombre del dios romano Saturno. La leyenda dice que cansado de las constantes guerras de los humanos, lanzó un rayo a la tierra que formó allí una fuente mágica de agua caliente sulfurosa que pacificaría a la humanidad.
Dionisio de Halicarnaso cataloga a Saturnia como una de las primeras ciudades ocupadas por los pelasgos y luego por la civilización etrusca. Se estableció una colonia romana en 183 a. C., pero se sabe poco sobre ella aparte del hecho de que fue una prefectura. Todavía quedan restos de las murallas en estilo poligonal y se conservan puertas romanas. También se han descubierto restos romanos dentro de la ciudad, así como tumbas en los alrededores. Estas últimas estaban originalmente cubiertas por túmulos, ya desaparecidos, por lo que George Dennis, autor de Ciudades y cementerios de Etruria, los confundió con restos megalíticos.
En 1300, Saturnia se convirtió en el escondite de forajidos y fue arrasada por los sieneses. Olvidada durante varios siglos, Saturnia fue redescubierta a finales del siglo XIX cuando se drenó la tierra alrededor del manantial y se construyó un balneario. Miles de visitantes vienen a bañarse en sus aguas hasta el día de hoy.

## Termas de Saturnia
Sus aguas sulfurosas provienen de los flancos meridionales del monte Amiata y de la Colline dell'Albegna e del Fiora. Se extienden por varios sitios naturales típicos con sus conchas de concreciones calcáreas.
Varias zonas son accesibles de forma gratuita, al aire libre, como la Cascata del Mulino (o Cascate del Gorello), lo que las convierten en los principales atractivos del lugar.

## Iglesia de Santa María Magdalena

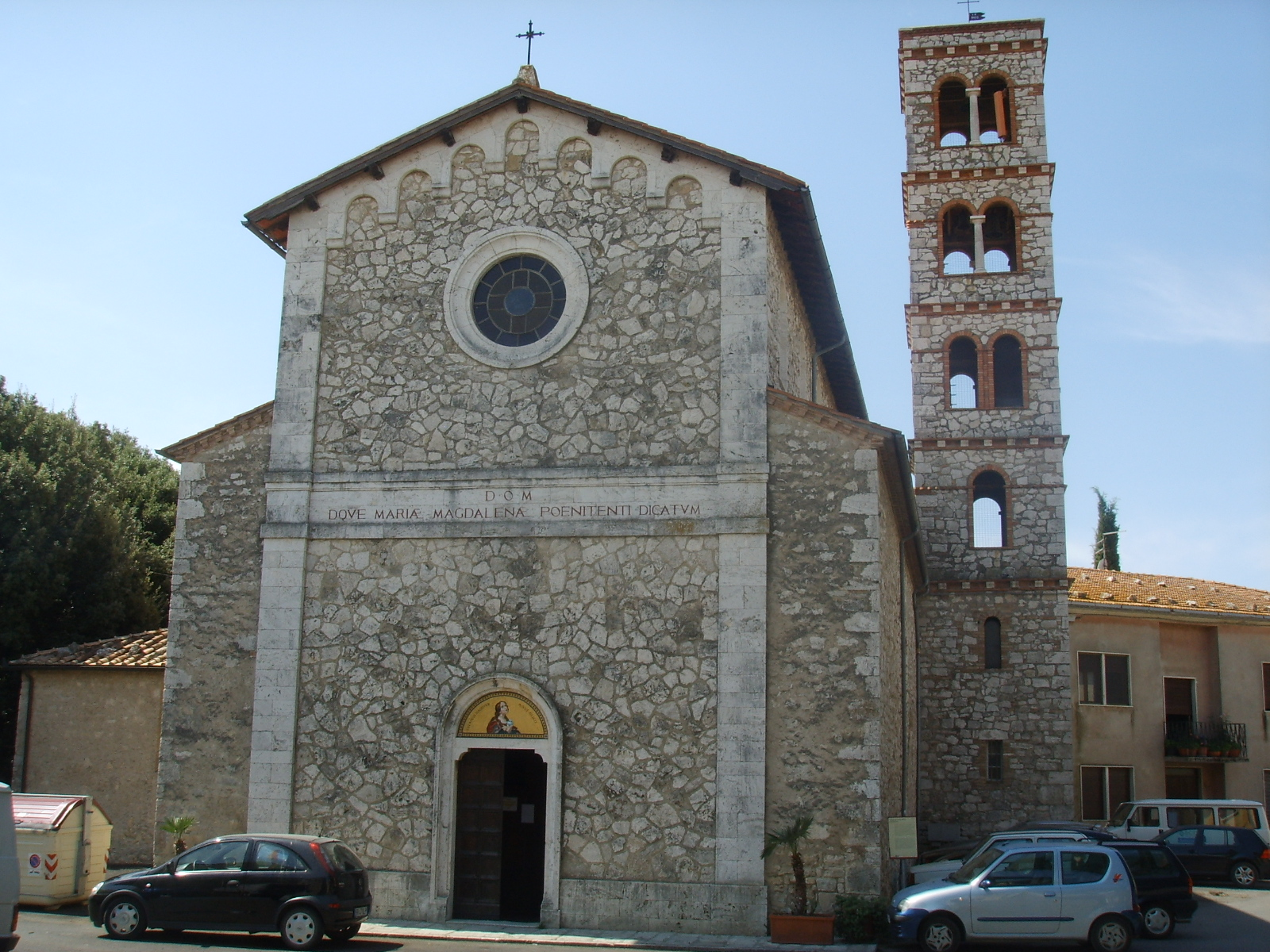
Iglesia de Santa María Magdalena.

La Iglesia de Santa María Magdalena es la iglesia principal de Saturnia. Los primeros registros históricos relacionados con la iglesia datan de 1188, pero el edificio actual se debe a una restauración de 1933.
La iglesia alberga el famoso fresco de la Virgen y el Niño atribuido a Benvenuto di Giovanni a finales del siglo XV.

## Otras atracciones
- Rocca Aldobrandesca
- Murallas de Saturnia (Mura di Saturnia)
- Puerta romana (Porta Romana)
- Museo Arqueológico